# Eric van de Poele
Eric van de Poele (n. 30 septembrie 1961, Verviers) a fost un pilot belgian de Formula 1 care a evoluat în Campionatul Mondial între anii 1991 și 1992.

## Cariera în Formula 1
| Sezon | Echipă                                | Puncte | Loc clasament general |
| ----- | ------------------------------------- | ------ | --------------------- |
| 1991  | Modena Team                           | 0      | -                     |
| 1992  | Motor Racing Developments / Fondmetal | 0      | -                     |

1. ↑  Eric van de Poele, Roglo